# Parafia św. Antoniego Padewskiego w Sokółce
Parafia pw. św. Antoniego Padewskiego w Sokółce – rzymskokatolicka parafia należąca do dekanatu Sokółka, archidiecezji białostockiej i metropolii białostockiej.

## Zasięg parafii
Do parafii należą wierni z miejscowości: Bogusze, Buchwałowo, Karcze, Kraśniany, Malawicze Dolne i Malawicze Górne oraz wierni z Sokółki mieszkający przy ulicach: Akacjowej, Asnyka, Barlickiego, Białostockiej, Bohaterów Monte Cassino, Broniewskiego, Buchwałowo, Ciepłej, Os. Centrum, Dywizjonu 303, Fabrycznej, Gęstej, Głowackiego, Grodzieńskiej, Kasztanowej, Pl. Kilińskiego, Klonowej, Kłopotowskiego, Kolejowej, Kołłątaja, Kopernika, Pl. Kościelny, Pl. Kościuszki, Kresowej, Krótkiej, 11 Listopada, Lelewela, Letniej, Lewickiego, Lewoniewskich, Lipowej, Łąkowej, 1 Maja, Mariańskiej, Matejki, Mickiewicza, Norwida, Piłsudskiego, Pocztowej, Polnej, Przemysłowej, Sawickiego, Sikorskiego, Słonecznej, Słowackiego, Ściegiennego, Tuwima, Wesołej, Witosa, Wojska Polskiego, Wróblewskiego, Wyszyńskiego i Żeromskiego.

## Historia parafii
Pierwszy kościół w Sokółce zbudował król Zygmunt II August w roku 1565, dla potrzeb dworu królewskiego, natomiast parafię uposażył dokumentem z 6 stycznia 1592 roku król Zygmunt III Waza. Pierwszym znanym proboszczem był ks. Maciej Nabrda.  Pierwszy, drewniany kościół spłonął wraz z zabudowaniami plebańskimi w roku 1796. Odbudowana drewniana świątynia była pod wezwaniem Wniebowzięcia NMP. Cmentarz grzebalny położony 200 m od kościoła, założony kilkadziesiąt lat temu, powiększony w 1973 r. i w 1994 r., pow. ponad 2 ha.

### Kościół parafialny
Obecna murowana świątynia parafialna pw. św. Antoniego Padewskiego wybudowana została w latach 1840–1848 dzięki staraniom dziekana ks. Józefa Kryszczuna, w stylu klasycystycznym. W dniu 9 czerwca 1850 roku świątynię konsekrował bp wileński Wacław Żyliński. Dziekan ks. Anzelm Noniewicz w latach 1901–1904 rozbudował świątynię dodano wówczas dwie nawy, kaplice boczne, zakrystię za ołtarzem głównym (z obrazem Matki Boskiej Sokólskiej) i pomieszczenia pomocnicze.

### Kościoły filialne i kaplice
- Kaplica pw. św. Józefa w domu zakonnym Zgromadzenia Sióstr Służebnic Jezusa w Eucharystii w Sokółce
- Kaplica pw. Matki Bożej Miłosierdzia w domu zakonnym Sióstr Służek NMP Niepokalanej w Sokółce

### Domy zakonne
- Zgromadzenie Sióstr Służebnic Jezusa w Eucharystii (Sokółka, ul. Wróblewskiego 4)
- Zgromadzenie Sióstr Służek NMP Niepokalanej (Sokółka, ul. Mickiewicza 6)